# Serie Mundial de 1998
La Serie Mundial de 1998 enfrentó a los New York Yankees (representando la Liga Americana), contra los San Diego Padres (representando la Liga Nacional). Los Yankees barrieron la serie en cuatro juegos para obtener su segundo título en tres años y su 24 en total. Fue la segunda vez que San Diego llegaba a la Serie Mundial desde haber perdido la de 1984 con los Detroit Tigers.
Por primera vez una misma ciudad, San Diego, fue sede del Super Bowl y del último partido de la Serie Mundial el mismo año. Aunque no solo fueron en la misma ciudad, sino que se jugaron en el mismo estadio.

## Resumen
AL New York Yankees (4) vs NL San Diego Padres (0)
| Juego | Marcador                                   | Fecha         | Lugar            | Público |
| ----- | ------------------------------------------ | ------------- | ---------------- | ------- |
| 1     | San Diego Padres - 6, New York Yankees - 9 | 17 de octubre | Yankee Stadium   | 56,712  |
| 2     | San Diego Padres - 3, New York Yankees - 9 | 18 de octubre | Yankee Stadium   | 56,692  |
| 3     | New York Yankees - 5, San Diego Padres - 4 | 20 de octubre | Qualcomm Stadium | 64,667  |
| 4     | New York Yankees - 3, San Diego Padres - 0 | 21 de octubre | Qualcomm Stadium | 65,427  |

|                                                           |
| Campeón de las Grandes Ligas New York Yankees 24.º título |